# Leucospis bifasciata
Leucospis bifasciata ist eine Erzwespe aus der Familie Leucospidae. Die Art wurde von Johann Christoph Friedrich Klug 1814 erstmals beschrieben. Das lateinische Art-Epitheton bifasciata bedeutet „zweibändrig“. Leucospis bifasciata gehört innerhalb der Gattung Leucospis zur dorsigera-Artengruppe.

## Merkmale
Im Folgenden eine Beschreibung nach Baur und Amiet (2000) und Kareem et al. (2020). Die Weibchen sind zwischen 6,3 und 9 mm lang, die Männchen zwischen 4,7 und 8,3 mm. Die Erzwespen besitzen eine schwarze Grundfärbung mit zahlreichen gelben Zeichnungen. Für die Weibchen gilt: Der Clypeus ist kaum vorgezogen. Die Fühlergeißel ist gegenüber L. dorsigera stärker keulenförmig, wobei die Geißelglieder 2–4 wenig kürzer als breit oder quadratisch sind. Die beiden Querkiele auf dem vorderen Pronotum sind kräftiger entwickelt als der hintere Kiel. Die Längsfurche des ersten Gastertergits ist an der Basis merklich verjüngt. Die Bohrerklappen sind kürzer als bei L. dorsigera und reichen höchstens bis zur Mitte des ersten Tergits. Die hinteren Femora weisen eine ventrale Zahnreihe mit einem großen basalen Zahn auf.
Das in der Mitte leicht eingeschnürte Querband am Hinterrand des Scutellums überschreitet die Mitte des Scutellums. Das Querband auf dem Tergit 5 ist in der Mitte unterbrochen. 
Bei den Männchen sind die gelben Zeichnungselemente manchmal reduziert, die Querbänder auf dem Gaster sind gewöhnlich durchgehend. Die Form des Gasters ist ähnlich zu L. dorsigera.
In Europa gibt es mehrere ähnliche Arten, darunter L. dorsigera.

## Verbreitung
Die Art besitzt eine paläarktische Verbreitung. In Europa ist das Vorkommen auf den Süden beschränkt. Nach Osten reicht es über Kleinasien, den Kaukasus, den Nahen und Mittleren Osten, bis nach Zentralasien (Tadschikistan).

## Lebensweise
Leucospis bifasciata konnte aus dem Nest der Bienen-Art Anthidiellum strigatum aus der Familie Megachilidae gezogen werden. Die Weibchen der Gattung Leucospis platzieren üblicherweise ein Ei in die Wirtsbrutzelle. Die Erzwespenlarve frisst danach als Ektoparasit die Wirtslarve von außen und verpuppt sich später in der Brutzelle.